# ريتشارد همفري
ريتشارد همفري (12 ديسمبر 1848 - 24 فبراير 1906) (بالإنجليزية: Richard Humphrey)‏ هو لاعب كريكت بريطاني.